# Okręg wyborczy nr 17 do Senatu Rzeczypospolitej Polskiej (2001–2011)
Okręg wyborczy nr 17 do Senatu Rzeczypospolitej Polskiej obejmował w latach 2001–2011 obszar miast na prawach powiatu Ostrołęki i Siedlec oraz powiatów garwolińskiego, łosickiego, makowskiego, mińskiego, ostrołęckiego, ostrowskiego, pułtuskiego, siedleckiego, sokołowskiego, węgrowskiego i wyszkowskiego (województwo mazowieckie). Wybierano w nim 3 senatorów na zasadzie większości względnej.
Powstał w 2001, jego obszar należał wcześniej do okręgów obejmujących województwa ostrołęckie i siedleckie oraz części województw bialskopodlaskiego, ciechanowskiego, łomżyńskiego i warszawskiego. Zniesiony został w 2011, na jego obszarze utworzono nowe okręgi nr 46, 47 i 48.
Siedzibą okręgowej komisji wyborczej były Siedlce.

## Reprezentanci okręgu
| Rok  | Senator komitet wyborczy                     | Senator komitet wyborczy                       | Senator komitet wyborczy                     | Senator komitet wyborczy                                        | Senator komitet wyborczy                     | Senator komitet wyborczy                                                  |
| ---- | -------------------------------------------- | ---------------------------------------------- | -------------------------------------------- | --------------------------------------------------------------- | -------------------------------------------- | ------------------------------------------------------------------------- |
| 2001 |                                              | Krzysztof Borkowski Polskie Stronnictwo Ludowe |                                              | Andrzej Anulewicz KKW Sojusz Lewicy Demokratycznej – Unia Pracy |                                              | Sławomir Izdebski Samoobrona Rzeczpospolitej Polskiej                     |
| 2005 |                                              | Henryk Górski Prawo i Sprawiedliwość           |                                              | Andrzej Kawecki Prawo i Sprawiedliwość                          |                                              | Waldemar Kraska Liga Polskich Rodzin (2005) Prawo i Sprawiedliwość (2007) |
| 2007 | Krzysztof Majkowski Prawo i Sprawiedliwość   | Henryk Górski Prawo i Sprawiedliwość           |                                              |                                                                 |                                              | Waldemar Kraska Liga Polskich Rodzin (2005) Prawo i Sprawiedliwość (2007) |
| 2011 | okręg zniesiony, patrz okręgi nr 46, 47 i 48 | okręg zniesiony, patrz okręgi nr 46, 47 i 48   | okręg zniesiony, patrz okręgi nr 46, 47 i 48 | okręg zniesiony, patrz okręgi nr 46, 47 i 48                    | okręg zniesiony, patrz okręgi nr 46, 47 i 48 | okręg zniesiony, patrz okręgi nr 46, 47 i 48                              |

## Wyniki wyborów
Symbolem „●” oznaczono senatorów ubiegających się o reelekcję.

### Wybory parlamentarne 2001
| Kandydat                                              | Kandydat               | Komitet wyborczy                                             | Głosów |
| ----------------------------------------------------- | ---------------------- | ------------------------------------------------------------ | ------ |
|                                                       | Krzysztof Borkowski    | Polskie Stronnictwo Ludowe                                   | 75 707 |
|                                                       | Andrzej Anulewicz      | KKW Sojusz Lewicy Demokratycznej – Unia Pracy                | 74 291 |
|                                                       | Sławomir Izdebski      | Samoobrona Rzeczpospolitej Polskiej                          | 70 940 |
|                                                       | Tadeusz Bednarczyk     | KKW Sojusz Lewicy Demokratycznej – Unia Pracy                | 69 321 |
|                                                       | Wiesław Perzanowski    | Liga Polskich Rodzin                                         | 69 158 |
|                                                       | Jerzy Dobek            | Polskie Stronnictwo Ludowe                                   | 66 127 |
|                                                       | Jan Hawrylewicz        | KKW Sojusz Lewicy Demokratycznej – Unia Pracy                | 60 975 |
|                                                       | Stefan Kryczka         | Polskie Stronnictwo Ludowe                                   | 51 920 |
|                                                       | Jan Chodkowski●        | KWW Blok Senat 2001                                          | 49 793 |
|                                                       | Jerzy Józef Baranowski | KWW Blok Senat 2001                                          | 41 891 |
|                                                       | Robert Ambroziewicz    | KWW Blok Senat 2001                                          | 40 315 |
|                                                       | Stanisław Ceberek      | KWW na Senatora Rzeczypospolitej Polskiej Stanisława Ceberka | 24 297 |
|                                                       | Leszek Knap            | Polska Partia Socjalistyczna                                 | 13 291 |
| Frekwencja: 45,65% Źródło: Państwowa Komisja Wyborcza |                        |                                                              |        |

*Jan Chodkowski reprezentował w Senacie IV kadencji (1997–2001) województwo ostrołęckie.

### Wybory parlamentarne 2005
Głosowanie odbyło się 25 września 2005.
| Kandydat                                              | Kandydat             | Komitet wyborczy                                   | Głosów |
| ----------------------------------------------------- | -------------------- | -------------------------------------------------- | ------ |
|                                                       | Henryk Górski        | Prawo i Sprawiedliwość                             | 75 477 |
|                                                       | Andrzej Kawecki      | Prawo i Sprawiedliwość                             | 72 453 |
|                                                       | Waldemar Kraska      | Liga Polskich Rodzin                               | 75 477 |
|                                                       | Krzysztof Borkowski● | Polskie Stronnictwo Ludowe                         | 54 130 |
|                                                       | Sławomir Izdebski●   | Samoobrona Rzeczpospolitej Polskiej                | 48 405 |
|                                                       | Andrzej Anulewicz●   | Samoobrona Rzeczpospolitej Polskiej                | 47 086 |
|                                                       | Stanisław Koziej     | Platforma Obywatelska RP                           | 41 004 |
|                                                       | Leszek Borkowski     | Samoobrona Rzeczpospolitej Polskiej                | 39 342 |
|                                                       | Józef Oleksy         | Sojusz Lewicy Demokratycznej                       | 39 030 |
|                                                       | Mirosław Augustyniak | Polskie Stronnictwo Ludowe                         | 37 369 |
|                                                       | Danuta Bodzek        | KWW Normujemy Przyszłość                           | 25 613 |
|                                                       | Krzysztof Majewski   | Sojusz Lewicy Demokratycznej                       | 22 308 |
|                                                       | Janusz Dobrowolski   | Organizacja Narodu Polskiego – Liga Polska         | 17 100 |
|                                                       | Henryk Dykty         | Ruch Patriotyczny                                  | 15 312 |
|                                                       | Paweł Szczęsny       | Dom Ojczysty                                       | 13 663 |
|                                                       | Jerzy Strzelecki     | Ruch Obrony Bezrobotnych                           | 12 743 |
|                                                       | Stanisław Kurpiewski | KWW Stanisława Tadeusza Kurpiewskiego – Senat 2005 | 9958   |
|                                                       | Michał Strąk         | KWW Michała Strąka                                 | 7993   |
|                                                       | Zbigniew Dziewulski  | Inicjatywa RP                                      | 6706   |
|                                                       | Beata Maksymiak      | Polska Partia Narodowa                             | 6381   |
| Frekwencja: 41,68% Źródło: Państwowa Komisja Wyborcza |                      |                                                    |        |

### Wybory parlamentarne 2007
Głosowanie odbyło się 21 października 2007.
| Kandydat                                              | Kandydat                      | Komitet wyborczy                                  | Głosów  |
| ----------------------------------------------------- | ----------------------------- | ------------------------------------------------- | ------- |
|                                                       | Waldemar Kraska●              | Prawo i Sprawiedliwość                            | 115 949 |
|                                                       | Henryk Górski●                | Prawo i Sprawiedliwość                            | 99 902  |
|                                                       | Krzysztof Majkowski           | Prawo i Sprawiedliwość                            | 98 828  |
|                                                       | Robert Ambroziewicz           | Platforma Obywatelska RP                          | 81 973  |
|                                                       | Witold Kikolski               | Platforma Obywatelska RP                          | 61 415  |
|                                                       | Stanisław Jastrzębski         | Polskie Stronnictwo Ludowe                        | 58 704  |
|                                                       | Stanisław Kaliński            | Polskie Stronnictwo Ludowe                        | 49 133  |
|                                                       | Krystyna Mikołajczuk-Bohowicz | Polskie Stronnictwo Ludowe                        | 37 883  |
|                                                       | Ryszard Załuska               | KKW Lewica i Demokraci SLD+SDPL+PD+UP             | 35 481  |
|                                                       | Jan Górski                    | KKW Lewica i Demokraci SLD+SDPL+PD+UP             | 22 495  |
|                                                       | Marian Piłka                  | KWW Prawicy Marka Jurka                           | 30 162  |
|                                                       | Maciej Drabio                 | KKW Lewica i Demokraci SLD+SDPL+PD+UP             | 28 283  |
|                                                       | Gabriel Janowski              | Przymierze dla Polski                             | 22 495  |
|                                                       | Andrzej Anulewicz             | Samoobrona Rzeczpospolitej Polskiej               | 16 757  |
|                                                       | Jarosław Puścion              | KWW Jarosława Puściona „Dla rozwoju i współpracy” | 16 462  |
|                                                       | Zbigniew Rzewuski             | KWW Rzewuski Zbigniew Jan „Zgoda i Rozwój”        | 8757    |
|                                                       | Marek Szambelan               | Nowa Wizja Polski                                 | 5898    |
| Frekwencja: 50,51% Źródło: Państwowa Komisja Wyborcza |                               |                                                   |         |